# 大忍村
大忍村（おおさとむら）は、高知県香美郡にあった村。現在の香南市野市町の北東部および香我美町の南部（香我美町岸本を除く）にあたる。

## 地理
- 山岳：金剛山
- 河川：香宗川、山北川、山南川

## 歴史
- 1942年（昭和17年）4月1日 - 山南村・徳王子村・富家村・香宗村が合併して発足。
- 1948年（昭和23年）4月1日 - 分割し、大字中ノ村・土居の区域をもって香宗村、大字徳王子の区域をもって徳王子村、大字上分・下分の区域をもって山南村、大字本村・兎田・中山田・新宮の区域をもって富家村がそれぞれ発足（すべて旧4村の区域）。同日大忍村廃止。

## 交通

### 道路
現在は旧村域に高知東部自動車道の香南かがみインターチェンジが所在するが、当時は未開通。